# Le Gros et le Maigre
Pour les articles homonymes, voir Le Gros et le Maigre (homonymie).
Le Gros et le Maigre  (russe : Толстый и тонкий) est une brève nouvelle d'Anton Tchekhov parue en 1883.

## Historique
Le Gros et le Maigre est initialement publié dans la revue russe Les Éclats, no 40, du 1er octobre 1883, sous le pseudonyme d’Antocha Tchékhonté. Aussi traduit en français sous le titre Le Gros et le Petit.

## Résumé
Deux anciens amis se rencontrent à la gare : le gros Micha, le maigre Porphyre. Ils se sont connus au lycée et tous deux sont heureux de ces retrouvailles. Micha sort du restaurant où il vient de manger. Porphyre descend du train avec ses valises, sa femme, une luthérienne, et son fils lycéen.
Ne s'étant plus revus depuis longtemps, ils prennent des nouvelles l'un de l'autre. Porphyre annonce fièrement qu’il est assesseur de collège, soit la huitième position (sur quatorze) dans la table des rangs ; Micha, lui, est conseiller secret, soit à la troisième position.
À cette nouvelle, Porphyre se met aussitôt au garde à vous et boutonne sa veste. Il fait instinctivement des courbettes à Micha, qui devient mal à l’aise.
« Nous sommes des amis d’enfance, à quoi bon ces courbettes », rétorque Micha. Mais rien n’y fait. Porphyre est dégoulinant de « vénération et de suavité ». Micha a la nausée à ce spectacle et le quitte immédiatement.

## Édition française
- Anton Tchekhov (trad. Madeleine Durand et André Radiguet, révisé par Lily Denis), Œuvres, t. I : Théâtre. Récits (1882-1886), Paris, Gallimard, coll. « Bibliothèque de la Pléiade », 1981 (1re éd. 1968), 1510 p. (ISBN 978-2-07-010549-6), « Le Gros et le Maigre »